# Bouzid Mahiouz
Bouzid Mahiouz (Argel, Argelia francesa, 13 de enero de 1952) es un exfutbolista de Argelia que jugaba en la posición de defensa.

## Carrera

### Club
Jugó toda su carrera con el MC Alger de 1970 a 1985 con el que anotó 15 goles en 345 partidos, ganó cinco veces el título de liga, tres títulos de copa, la Copa Africana de Clubes Campeones 1976 y dos ediciones de la Recopa del Magreb.

### Selección nacional
Jugó para Argelia en 27 ocasiones de 1971 a 1981, participó en los Juegos Olímpicos de Moscú 1980, en la Copa Africana de Naciones 1980 y ganó la medalla de oro en los Juegos Panafricanos de 1978.

## Logros

### Club
- Campeonato Nacional de Argelia (5): 1972, 1975, 1976, 1978, 1979
- Copa de Argelia (3): 1973, 1976, 1983
- Copa Africana de Clubes Campeones (1): 1976
- Recopa del Magreb (2): 1972, 1974

### Selección nacional
- Juegos Panafricanos (1): 1978